# Jess Bush
Jess Bush, född 26 mars 1992 i Brisbane, är en australisk skådespelare.
Bush har bland annat medverkat i TV-serierna Playing for Keeps från 2019 och Star Trek: Strange New Worlds från 2022. Hon har även medverkat i filmen Skinford: Chapter Two från 2018.

## Filmografi (i urval)
- 2018: Skinford: Chapter Two
- 2019: Playing for Keeps
- 2023: Star Trek: Strange New Worlds